# パトリック・バンフォード
パトリック・ジェームズ・バンフォード（Patrick James Bamford、1993年9月5日 - ）は、イングランド・グランサム出身のサッカー選手。リーズ・ユナイテッドFC所属。元イングランド代表。ポジションは、フォワード。

## 経歴
ノッティンガム・フォレストFCの下部組織出身。トップ昇格した翌シーズンにチェルシーFCに移籍した。2014-15シーズンにミドルズブラFCにローン移籍すると38試合に出場して17得点を記録し、フットボールリーグ・チャンピオンシップの年間最優秀選手賞を受賞した。チェルシーでは将来を期待されたものの、トップチームでの出場は叶わず、2017年1月、ミドルズブラFCに550万ポンドで完全移籍。契約は4年半。
2018年7月31日、リーズ・ユナイテッドFCに完全移籍。2019-20シーズン、22試合で9ゴールを決めて、チームのプレミアリーグ昇格に貢献した。2020-21シーズン、10月23日のアストン・ヴィラ戦でプレミアリーグでのキャリアで初のハットトリック達成した。

## 私生活
2019年からモデルのミケーラ・アイルランドと交際を開始。2022年初めに娘が誕生している。2024年6月8日に結婚式が行われた。

## タイトル

### 個人
- フットボールリーグ・チャンピオンシップ年間ベストイレブン: 2014–15[6]